# المصيدة (فلم 1980)
المصيدة فيلم سوري يتحدث عن بعض العلاقات في المجتمع وتدور القصة - فتاة وسيمة تبحث عن تعيش هي واسرتها وفي رحلة بحثها عن عمل مناسب تكتشف الفتاة جوانب متعددة من الحياة. وتدور قصة حب بين الفتاة والطبيب التي تعمل في عيادته لكن لكل منهم رؤيته الخاصة فتتكشف جوانب عديدة من السلبيات والنتجية ان كلاهما لم يعد يقبل الآخر. وهكذا يسير خط الفيلم.

## فريق العمل
- - اسم الفيلم :المصيدة
  - إنتاج : المؤسسة العامة للسينما دمشق - سوريا
  - السينما السورية
  - سنة الإنتاج: 1980
  - قصة وسيناريو:علي عقلة عرسان
  - مدير الإنتاج: عميد حوراني
  - مدير التصوير:حسن عز الدين
  - مونتاج:غازي منافيخي
  - إخراج: وديع يوسف
  -  بطولة: سمر سامي - أسامة خلقي - عبد الهادي الصباغ ونخبة من الممثلين والممثلات.